# Boris Kopejkin
Boris Arkad'evič Kopejkin (in russo Борис Аркадьевич Копейкин?; Čeljabinsk, 27 marzo 1946) è un ex calciatore e allenatore di calcio sovietico dal 1991 russo, di ruolo centrocampista.

## Statistiche

### Cronologia presenze e reti in Nazionale
| Cronologia completa delle presenze e delle reti in nazionale ― Unione Sovietica | Cronologia completa delle presenze e delle reti in nazionale ― Unione Sovietica | Cronologia completa delle presenze e delle reti in nazionale ― Unione Sovietica | Cronologia completa delle presenze e delle reti in nazionale ― Unione Sovietica | Cronologia completa delle presenze e delle reti in nazionale ― Unione Sovietica | Cronologia completa delle presenze e delle reti in nazionale ― Unione Sovietica | Cronologia completa delle presenze e delle reti in nazionale ― Unione Sovietica | Cronologia completa delle presenze e delle reti in nazionale ― Unione Sovietica |
| Data                                                                            | Città                                                                           | In casa                                                                         | Risultato                                                                       | Ospiti                                                                          | Competizione                                                                    | Reti                                                                            | Note                                                                            |
| ------------------------------------------------------------------------------- | ------------------------------------------------------------------------------- | ------------------------------------------------------------------------------- | ------------------------------------------------------------------------------- | ------------------------------------------------------------------------------- | ------------------------------------------------------------------------------- | ------------------------------------------------------------------------------- | ------------------------------------------------------------------------------- |
| 28-10-1970                                                                      | Mosca                                                                           | Unione Sovietica                                                                | 4 – 0                                                                           | Jugoslavia                                                                      | Amichevole                                                                      | -                                                                               | 74’                                                                             |
| 15-11-1970                                                                      | Nicosia                                                                         | Cipro                                                                           | 1 – 3                                                                           | Unione Sovietica                                                                | Qual. Euro 1972                                                                 | -                                                                               | 70’                                                                             |
| 28-2-1971                                                                       | San Salvador                                                                    | El Salvador                                                                     | 0 – 1                                                                           | Unione Sovietica                                                                | Amichevole                                                                      | -                                                                               |                                                                                 |
| 18-9-1971                                                                       | Mosca                                                                           | Unione Sovietica                                                                | 5 – 0                                                                           | India                                                                           | Amichevole                                                                      | -                                                                               | 52’                                                                             |
| 13-5-1972                                                                       | Mosca                                                                           | Unione Sovietica                                                                | 3 – 0                                                                           | Jugoslavia                                                                      | Qual. Euro 1972                                                                 | -                                                                               | 66’                                                                             |
| 26-5-1972                                                                       | Monaco di Baviera                                                               | Germania Ovest                                                                  | 4 – 1                                                                           | Unione Sovietica                                                                | Amichevole                                                                      | -                                                                               |                                                                                 |
| Totale                                                                          |                                                                                 | Presenze                                                                        | 6                                                                               |                                                                                 | Reti                                                                            | 0                                                                               |                                                                                 |